# IDon
iDon (ook wel geschreven als: iDON) is het derde studioalbum van de reggaeton-artiest Don Omar.

## Nummerlijst
Standaardeditie

| Nr. | Titel          | Producer(s)                | Duur |
| --- | -------------- | -------------------------- | ---- |
| 1.  | The Chosen     | Diesel                     | 3:51 |
| 2.  | Virtual Diva   | Diesel                     | 3:59 |
| 3.  | Blue Zone      | Danny Fornaris             | 3:31 |
| 4.  | Ciao Bella     | Echo                       | 4:24 |
| 5.  | Oasis          | Echo, Effect-O             | 4:24 |
| 6.  | Sexy Robótica  | Lex, Robin, Danny Fornaris | 3:54 |
| 7.  | How We Roll    | Lex, Robin                 | 4:06 |
| 8.  | Galactic Blues | Danny Fornaris             | 4:01 |
| 9.  | C02            | Danny Fornaris             | 3:01 |
| 10. | SCI-FI         | Lex, Robin                 | 3:40 |

Bonustracks

| Nr. | Titel                                                 | Producer(s)    | Duur |
| --- | ----------------------------------------------------- | -------------- | ---- |
| 11. | Virtual Diva (Urban Mambo Remix) (iTunes Bonus Track) |                | 3:29 |
| 12. | Club 3000 (iTunes Pre-Order Bonus Track)              | Echo, Effect-O | 5:03 |